# Ben Woolley
Ben Woolley (* 4. März 1986) ist ein ehemaliger britischer Biathlet.

## Karriere
Sein erstes internationales Rennen bestritt Ben Woolley 2009 in Ridnaun im Rahmen des IBU-Cups. Er beendete sein erstes Einzel jedoch nicht. In der folgenden Saison konnte Woolley bei einem Sprintrennen in Ridnaun erstmals das Ziel erreichen und 150. werden. Es dauerte eine weitere Saison, bis er 2010 bei seinen sporadischen Einsätzen in der zweithöchsten Rennserie in Martell als 82. eines Sprints sein bisher bestes Resultat erreichte. Erstes Großereignis wurden die Biathlon-Europameisterschaften 2011 in Ridnaun, wo der Brite für drei Rennen gemeldet war, aber keines regulär beendete; mit Pete Beyer, Carl Gibson und Simon Allanson wurde er 17. mit der Staffel, die das Rennen als überrundete Staffel nicht beenden konnte.
National trat Woolley seit den Meisterschaften 2010 nachhaltig in Erscheinung. 2010 gewann er mit Beyer, Carl Kelly und Marc Walker den Titel im Staffelwettbewerb ebenso wie die Teamwertung. 2011 wiederholte er diese Erfolge in derselben Besetzung und gewann zudem Silber mit James Sanford, Walker und Kelly im Militärpatrouillenrennen. In diesem Wettkampf konnte er mit dem Vizemeistertitel schon 2008 seinen ersten nationalen Erfolg erreichen, als er noch für das 17 Port and Maritime Regiment antrat.
Der Höhepunkt in Woolleys Karriere war schließlich die Nominierung für die Weltmeisterschaften 2012 in Ruhpolding. Im Einzel trat er erneut nicht an, mit der überrundeten Staffel ging es auf Position 28. Im selben Jahr gewann der Brite drei weitere nationale Titel in den Teambewerben, bevor er seine Karriere mit 26 Jahren beendete.

## Statistiken

### Biathlon-Weltcup-Platzierungen
Die Tabelle zeigt alle Platzierungen (je nach Austragungsjahr einschließlich Olympische Spiele und Weltmeisterschaften).
- 1.–3. Platz: Anzahl der Podiumsplatzierungen
- Top 10: Anzahl der Platzierungen unter den ersten zehn (einschließlich Podium)
- Punkteränge: Anzahl der Platzierungen innerhalb der Punkteränge (einschließlich Podium und Top 10)
- Starts: Anzahl gelaufener Rennen in der jeweiligen Disziplin

| Platzierung         | Einzel | Sprint | Verfolgung | Massenstart | Staffel | Gesamt |
| ------------------- | ------ | ------ | ---------- | ----------- | ------- | ------ |
| 1. Platz            |        |        |            |             |         |        |
| 2. Platz            |        |        |            |             |         |        |
| 3. Platz            |        |        |            |             |         |        |
| Top 10              |        |        |            |             |         |        |
| Punkteränge         |        |        |            |             | 1       | 1      |
| Starts              |        |        |            |             | 1       | 1      |
| Stand: Karriereende |        |        |            |             |         |        |

### Biathlon-Weltmeisterschaften
Ergebnisse bei den Weltmeisterschaften:
| Weltmeisterschaften | Weltmeisterschaften | Einzelwettbewerbe | Einzelwettbewerbe | Einzelwettbewerbe | Einzelwettbewerbe | Staffelwettbewerbe |
| Jahr                | Ort                 | Einzel            | Sprint            | Verfolgung        | Massenstart       | Herrenstaffel      |
| ------------------- | ------------------- | ----------------- | ----------------- | ----------------- | ----------------- | ------------------ |
| 2012                | Ruhpolding          | DNS               | –                 | –                 | –                 | 28.                |